# Sonny with a Chance (nhạc phim)
Sonny with a Chance là một album nhạc phim cho bộ phim truyền hình chính thức của Disney Channel Sonny with a Chance. Album được phát hành vào 5 tháng 10 bởi hãng đĩa Walt Disney và ra mát ở vị trí 163 trên bảng xếp hạng Billboard 200, khiến cho album trở thành album nhạc phim lên hạng chậm nhất của Demi Lovato ở bảng xếp hạng này. Album cũng ra mắt ở vị trí thứ 3 tại bảng xếp hạng Kid Albums của Mỹ và vị trí thứ 8 trên bảng xếp hạng Top Soundtracks.
Hai đĩa đơn từ album đã được phát hành. Đĩa đơn thứ nhất là "So Far, So Great" biểu diễn bởi Demi Lovato. Đĩa đơn sau đó là "Me, Myself and Time", đã đạt vị trí thứ 6 trên bảng xếp hạng Billboard Bubbling Under Hot 100 Singles

## Danh sách ca khúc
| STT | Nhan đề                | Sáng tác                                                     | Artist           | Thời lượng |
| --- | ---------------------- | ------------------------------------------------------------ | ---------------- | ---------- |
| 1.  | "Me, Myself and Time"  | Antonina Armato, Tim James, Devrim Karaoglu                  | Demi Lovato      | 3:47       |
| 2.  | "Hanging"              | Lauren Christy, Graham Edwards, Scott Spock, Sterling Knight | Sterling Knight  | 2:58       |
| 3.  | "Kiss Me"              | Adrian Gurvitz, Tiffany Thornton                             | Tiffany Thornton | 3:34       |
| 4.  | "What to Do"           | Jeannie Lurie, Aris Archontis, Chen Neeman                   | Demi Lovato      | 3:03       |
| 5.  | "How We Do This"       | Christy, Edwards, Spock, Knight                              | Sterling Knight  | 2:52       |
| 6.  | "Work of Art"          | Adam Anders, Nikki Hasman, Pam Sheyne                        | Demi Lovato      | 2:56       |
| 7.  | "Come Down with Love"  | Zachary Porter, Nathan Darmody, Mike Daly                    | Allstar Weekend  | 3:05       |
| 8.  | "Sure Feels Like Love" | Marshall Altman, Jeff Cohen, Thornton                        | Tiffany Thornton | 3:43       |
| 9.  | "So Far, So Great"     | Lurie, Archontis, Neeman                                     | Demi Lovato      | 2:14       |

| Ca khúc tặng kèm bản ở Brazil và Phần Lan | Ca khúc tặng kèm bản ở Brazil và Phần Lan | Ca khúc tặng kèm bản ở Brazil và Phần Lan | Ca khúc tặng kèm bản ở Brazil và Phần Lan |
| STT                                       | Nhan đề                                   | Artist                                    | Thời lượng                                |
| ----------------------------------------- | ----------------------------------------- | ----------------------------------------- | ----------------------------------------- |
| 10.                                       | "Meet You Later"                          | Andressa Andreatto                        | 2:59                                      |
| 11.                                       | "Time to Shine"                           | Agnieszka Mrozińska                       | 2:29                                      |

## Xếp hạng
| Bảng xếp hạng (2011) | Vị trí cao nhất |
| -------------------- | --------------- |
| Mỹ Billboard 200     | 163             |
| Mỹ Kid Albums        | 3               |
| Mỹ Top Soundtracks   | 8               |